# مقاطعة هنري (كنتاكي)
مقاطعة هنري (بالإنجليزية: Henry County)‏ هي إحدى المقاطعات في ولاية كنتاكي في الولايات المتحدة الأمريكية.

## أعلام
- جوزيف ليكومبت
- وينديل بيري
- جيسي أبلغيت